# Olga Olefirenko
Olga Olefirenko (Ucraïna) és una agricultora ucraïnesa. Al desembre de 2024 ha estat escollida per la BBC com una de les 100 dones més inspiradores i influents del món al llarg de l'any.
Olga Olefirenko va voler complir el somni del seu pare de muntar una granja. La mort el 2015 al front de Donbàs, prop de Mariúpol, com a comandant de les forces especials de l'armada, ho va fer impossible. La família va rebre aleshores de l'Estat una parcel·la de terra per a l'agricultura. Per honorar la memòria del seu pare i dur a terme el seu propòsit, Olga Olefirenko va comprar bestiar i va començar el negoci, però aviat va tenir dificultats econòmiques i, per superar-les, es va veure obligada a vendre els animals.
L'any 2023 va elaborar un pla de negocis més acurat, va guanyar el concurs WorthDoingYourWay i, amb això, va obtenir el suport del Fons de Veterans d'Ucraïna. Va reprendre de nou el projecte, centrada aquest cop en la modernització, en l'ús de les noves tecnologies agrícoles, i procurant la creació de llocs de feina per a la seva comunitat, una iniciativa que ha estat considerada inspiradora, pel seu impuls i les seves qualitats de lideratge.